# Zamarada angustimargo
Zamarada angustimargo là một loài bướm đêm trong họ Geometridae.